# Pare-chocs

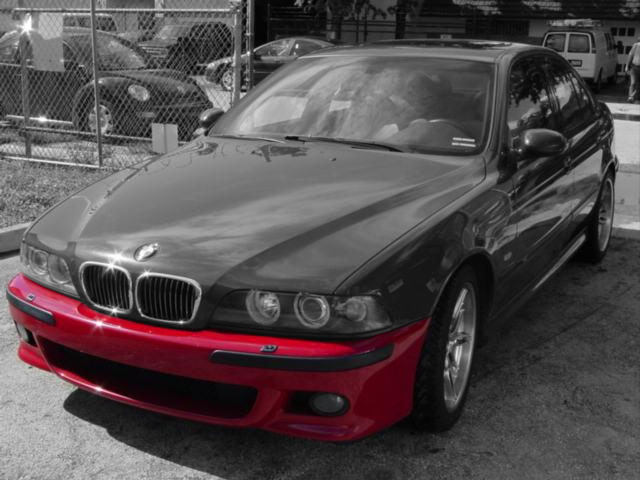
Pare-chocs d'une BMW M5, mis en évidence en rouge.

Le pare-chocs est un élément de la carrosserie d'un véhicule servant à amortir les chocs avant et arrière. Il peut être attaché à la carrosserie ou y être intégré. Inventés par Frederick Simms en 1901, les pare-chocs réduisent les différences de taille entre les véhicules et protègent les piétons en cas d'accident. Des améliorations régulières ont permis de réduire les coûts de réparation des véhicules et de mieux protéger les piétons.
Les parties déformables d'un véhicule absorbent une partie de l'énergie du choc qui n'est pas transmise aux victimes de l'accident.

## Historique

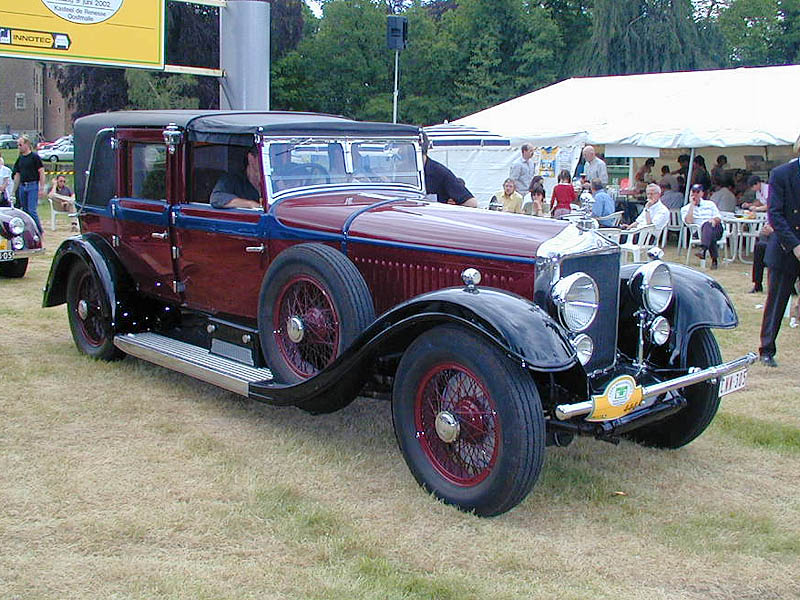
Pare-chocs sur une voiture belge Minerva Type AK de 1928.

En 1913, les pare-chocs sont considérés comme disgracieux en France, alors qu'aux États-Unis, les trois-quarts des voitures sont dotés d'un tel dispositif. Le pare-chocs d'alors est constitué d'une barre transversale disposée en avant des phares et du radiateur et tenant au châssis par un dispositif élastique. Les ressorts sont à lame ou à boudin, visibles ou cachés.
En 1924, les barres pare-chocs à l'avant comme à l'arrière sont montées sur des supports amortisseurs à ressorts.
En février 1925, selon La Figaro, les pare-chocs se sont répandus à Paris, mais sont disposés à des hauteurs différentes ce qui les empêche d'être efficaces, d'après l'Automobile Club de Paris.
En février 1925, l'Automobile Club de Paris réunit les constructeurs de pare-chocs et les constructeurs d'automobiles pour convenir d'une hauteur de pare-chocs de 53 centimètres au-dessus du sol.

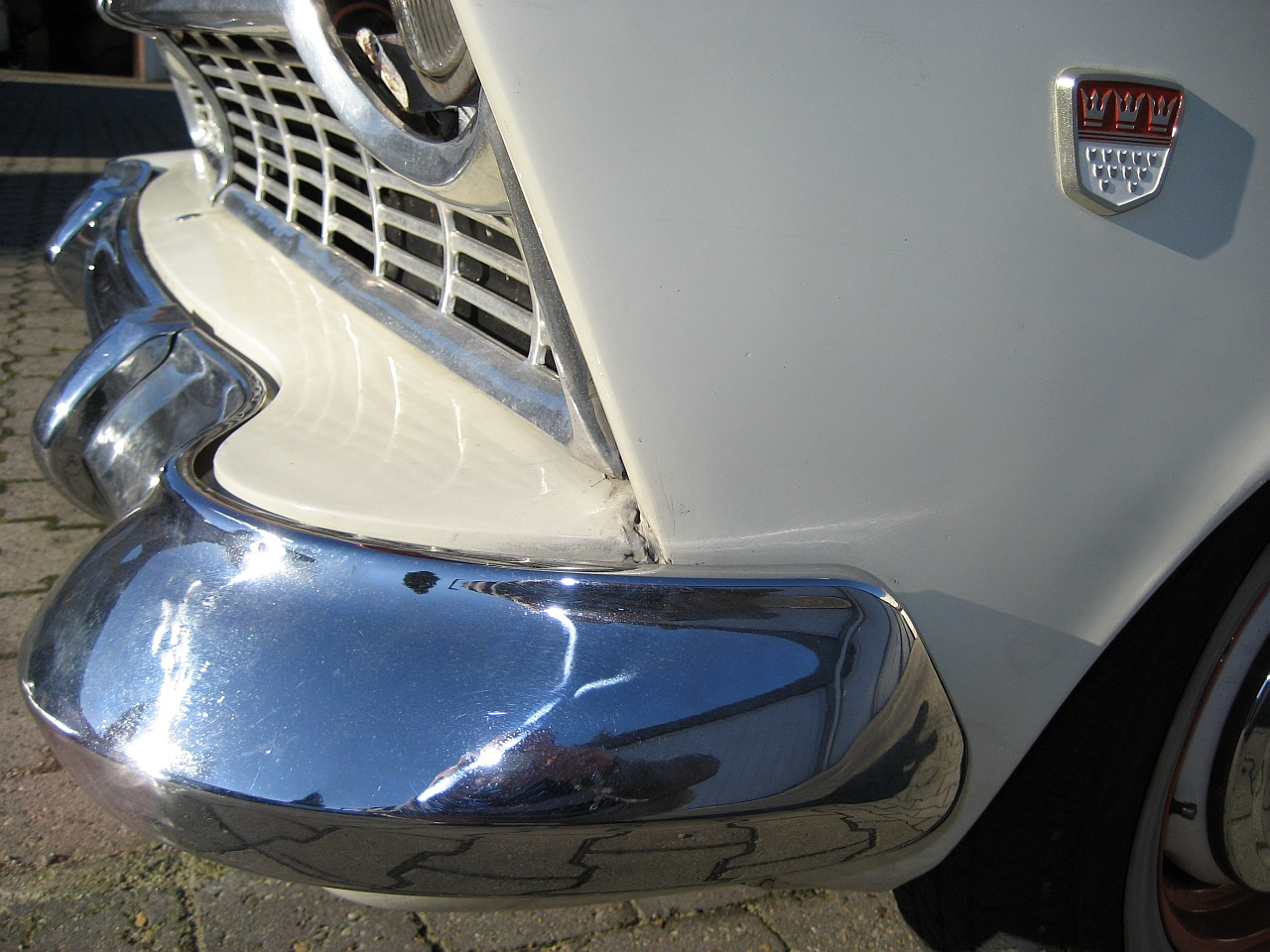
Avant chromé d'un véhicule de 1958.

Jusqu'en 1959, la rigidité était vue comme bénéfique pour la sécurité des occupants du véhicule par les constructeurs. Les théories modernes sur la résistance aux impacts pointent dans une direction totalement opposée, favorisant les véhicules possédant des zones de déformation. En effet un pare-chocs totalement rigide protégerait très bien les autres composants du véhicule mais causerait d'importantes blessures à la fois aux occupants du véhicule et aux usagers vulnérables à l'extérieur du véhicule.

### Introduction du plastique

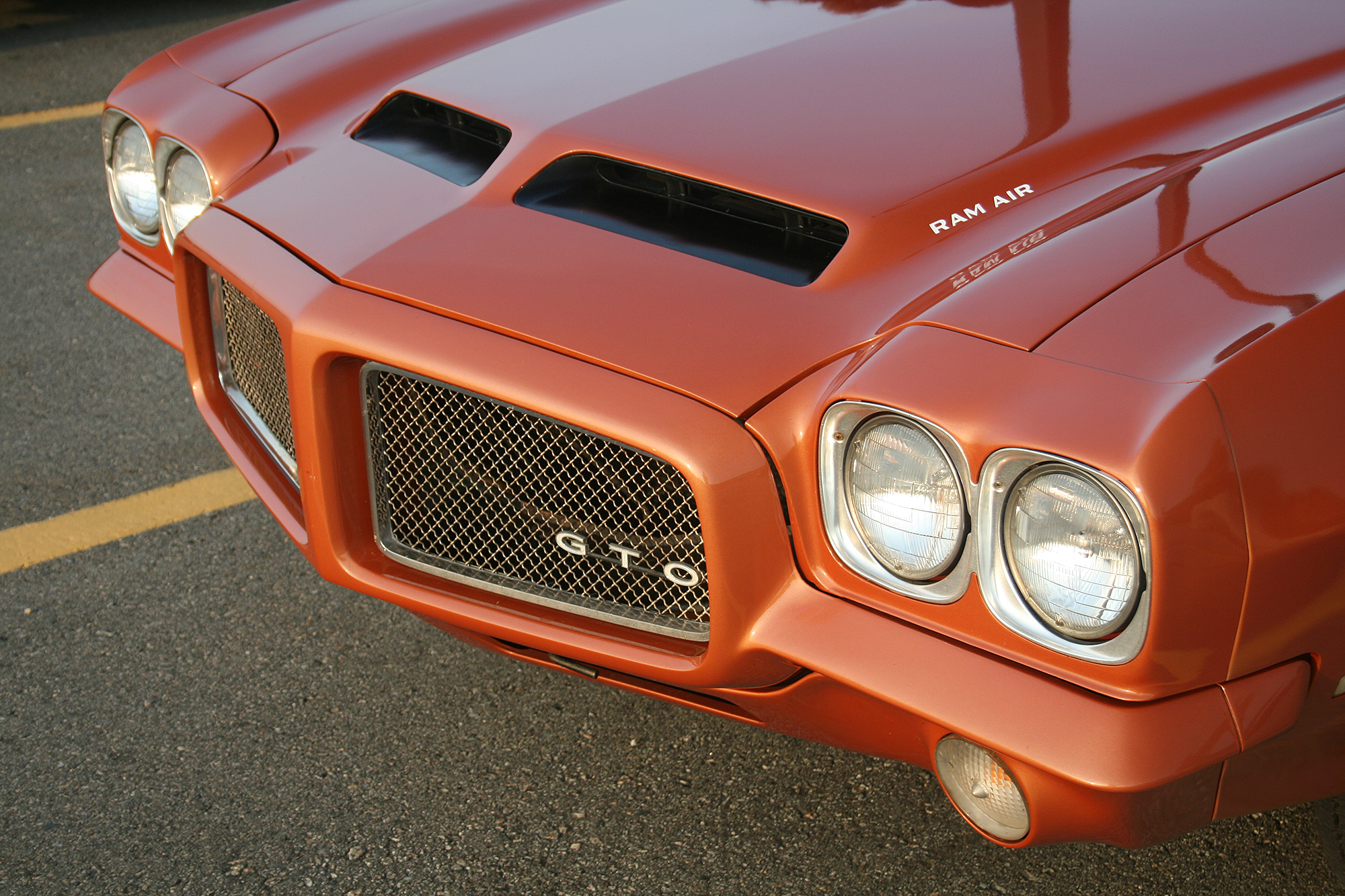
Pare-chocs d'une Pontiac GTO Endura de 1971.

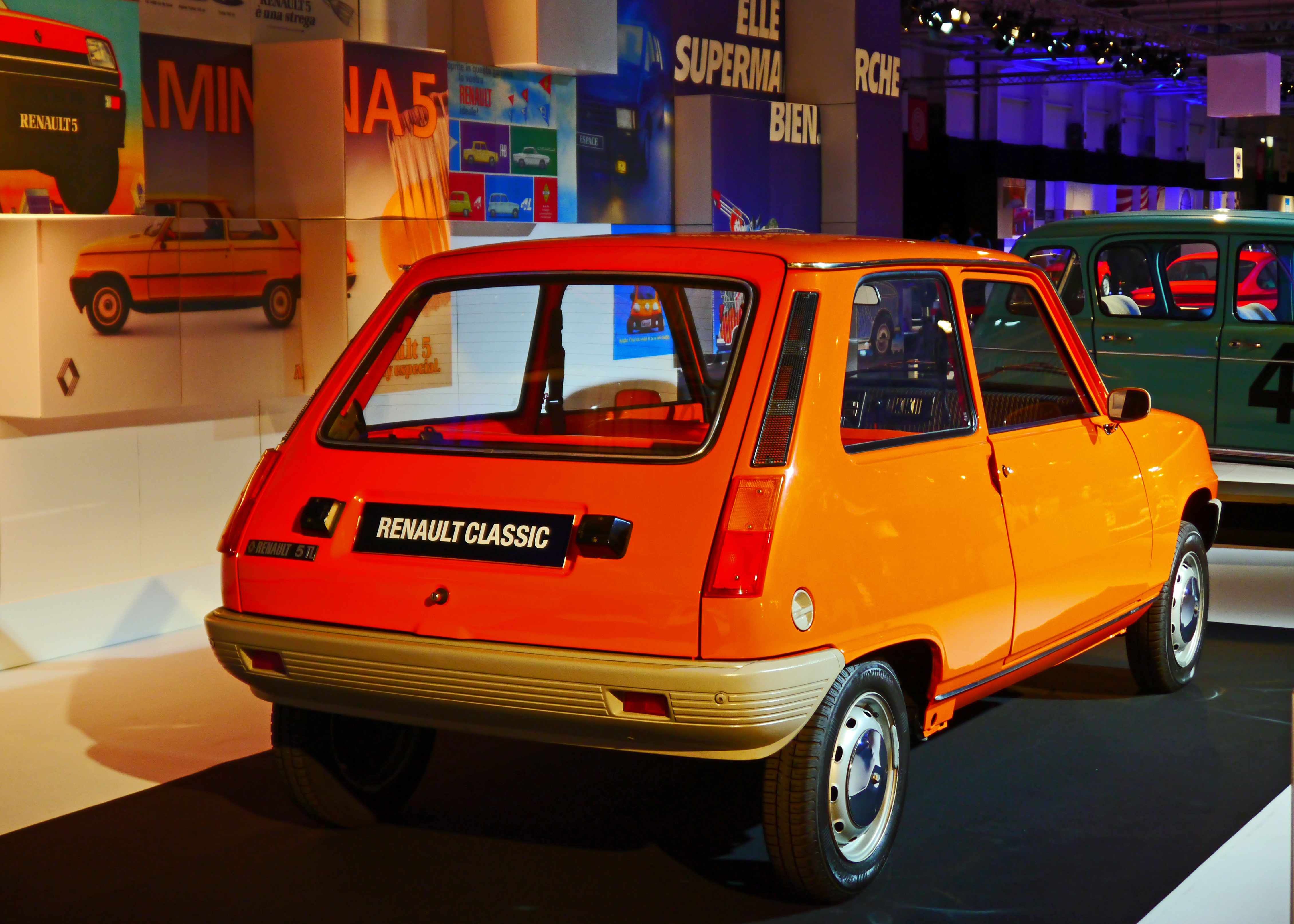
Renault 5 (1972-85), voiture rouge, avec pare-chocs plastique blanc.

Les pare-chocs se trouvaient être au départ de simples barres de métal rigides. En 1968, General Motors présenta la Pontiac GTO sur laquelle ces pare-chocs en métal étaient remplacés par une pièce en plastique teintée dans la masse, permettant de retrouver sa forme après un impact léger. La publicité à la télévision montrait John DeLorean, le patron de l'entreprise, frapper les boucliers « Endura » avec une masse sans dégât apparent. Des protections similaires furent introduites sur la Plymouth Barracuda en 1970, et firent leur arrivée en Europe avec la Renault 5 et ses pare-chocs en polyester renforcé de fibre de verre.
En 1980, les pays suivants l'accord de 1958 sur l'homologation des véhicules s'accordent pour que les pare-chocs soient dans un matériau caoutchouc/plastique ou équivalent.

### 1970-2000
| |  | Lamborghini_Countach (années 1970-1980) |
| |  | BMW 525i... (années 1980)               |
| |  | Audi (années 1990)                      |
| Véhicules équipés de pare-chocs des années 1970 à 2000. À gauche la version américaine est dotée d'un pare-chocs proéminent au standard US-Part 581); À droite des véhicules pouvant être au standard CEE-ONU-R42 |  |                                         |

## Pare-chocs piéton

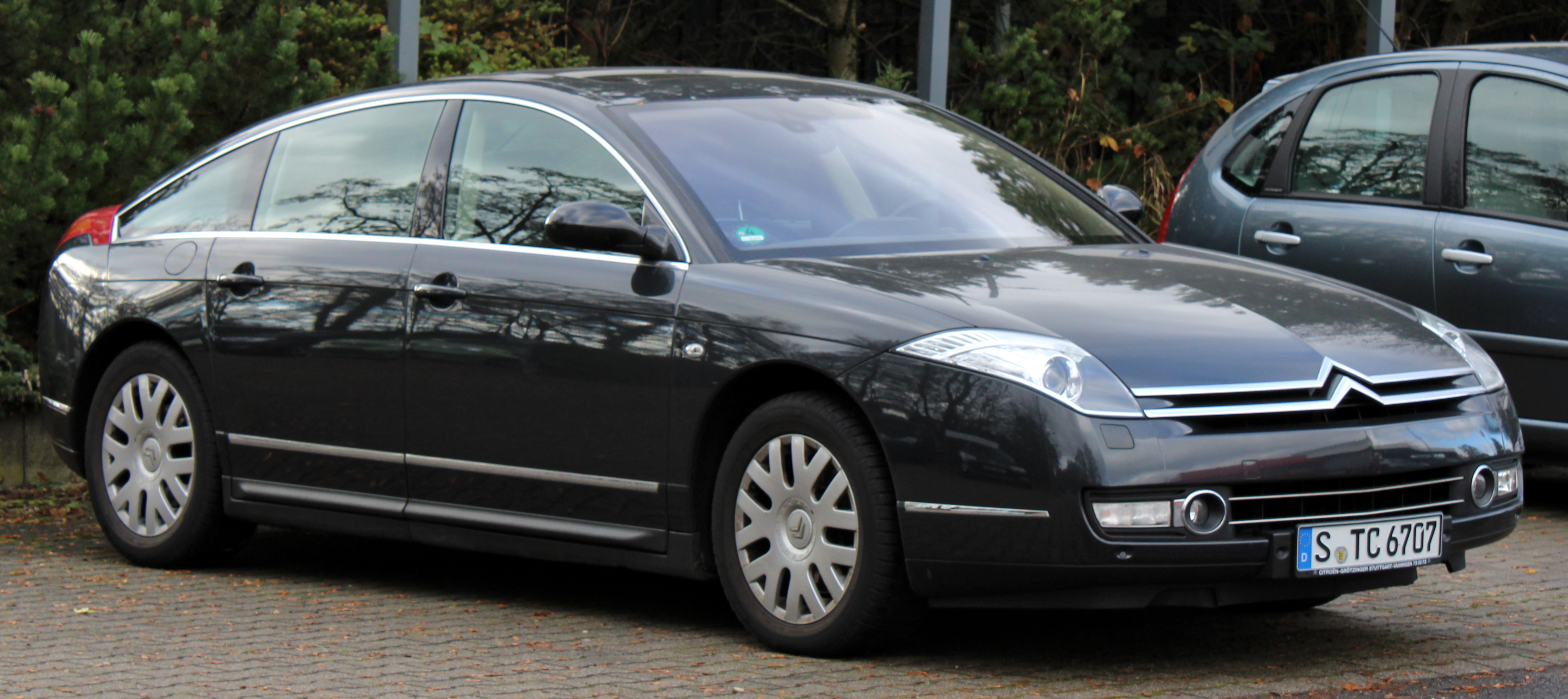
En 2005, le premier véhicule à obtenir le maximum de points aux tests chocs piétons Euro NCAP selon la directive de 2003 a été la Citroën C6 (2005)

Depuis la directive « choc piéton » de 2003, dans certains pays, le pare-chocs est considéré comme le premier élément auquel est confronté un usager vulnérable lors d'un choc avec un véhicule.
Le nouveau concept de pare-chocs évite les arêtes saillantes, au contraire, une forme plus arrondie doit réduire le risque de briser les jambes ou les genoux du piéton.

## Construction
La tendance actuelle consiste à mettre en place une couche de plastique par-dessus une barre de renforcement en acier, aluminium, fibre de verre ou plastique. Les pare-chocs de la plupart des automobiles modernes sont faits d'une combinaison de polycarbonate et d'Acrylonitrile butadiène styrène (ABS).

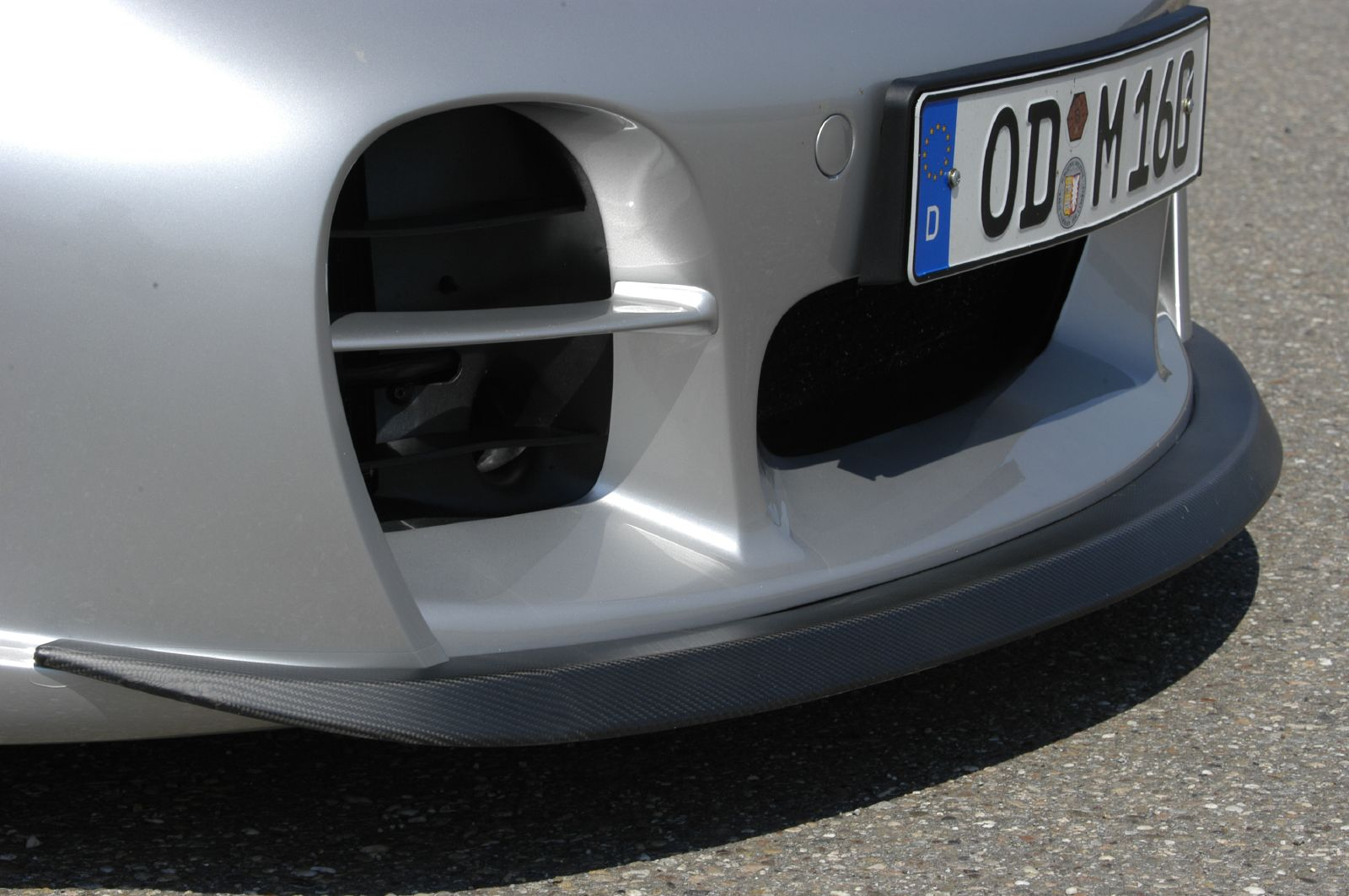
Spoiler avant.

Un spoiler, un aileron avant, est souvent passé au-dessous du pare-chocs proprement dit. Il sert notamment à améliorer l'efficacité aérodynamique d'un véhicule à la manière d'un déflecteur d'air. Quand elle est située à l'arrière, cette structure est appelée diffuseur. Cependant, son rôle est avant tout esthétique, couvrant le radiateur à l'avant et entourant les sorties d'échappement à l'arrière.

## Physique
Les pare-chocs protègent le reste du véhicule en dissipant l'énergie cinétique générée par un impact. Cette énergie varie en fonction de la masse et du carré de la vitesse du véhicule, comme ci-dessous :
{\displaystyle E_{k}={\frac {1}{2}}mv^{2}}
Ainsi, un pare-chocs protégeant un véhicule des dommages causés par une collision à une vitesse de 5 km/h devra être quatre fois plus résistant qu'un pare-chocs protégeant le véhicule d'une collision à 2,5 km/h.

## Réglementation
Les pare-chocs sont obligatoires à l'avant et à l'arrière de la carrosserie des automobiles, afin d'éviter ou de limiter les dégâts d'un choc à basse vitesse sur le véhicule.
Il s'agit à la fois de protéger le véhicule et d'absorber le maximum d'énergie lors d'un choc, via la déformation d'un matériau par exemple, ces déformations pouvant être élastiques (réversibles) ou plastiques (irréversibles).
La norme applicable dépend de la législation de chaque pays:
- Norme CEE-ONU-R42[9]
- Directive de 2003 puis Règlement 78/2009 dans l'Union européenne
- US-Part 581 aux États-Unis
- Canada CMVSS 215 au Canada : Règlement sur la sécurité des véhicules automobiles (C.R.C., ch. 1038), titre 215

### Accord de la Commission économique pour l'Europe des Nations unies
La Commission économique pour l'Europe des Nations unies a établi un accord en 1958 sur l'homologation des véhicules.
Le règlement 42 a été ajouté en 1980 pour "prescriptions uniformes relatives à l'homologation des véhicules en ce qui concerne leur dispositifs de protection (pare-chocs, etc.) à l'avant et à l'arrière de ces véhicules".
Le texte de l'accord prévoit  
- que les chocs d'autres véhicules se font à une hauteur de 445 millimètres.
- des essais à 2,5 km/h et 4 km/h[9].

Ce texte ne prévoit pas la protection des vies humaines, mais le bon fonctionnement de la voiture après choc.

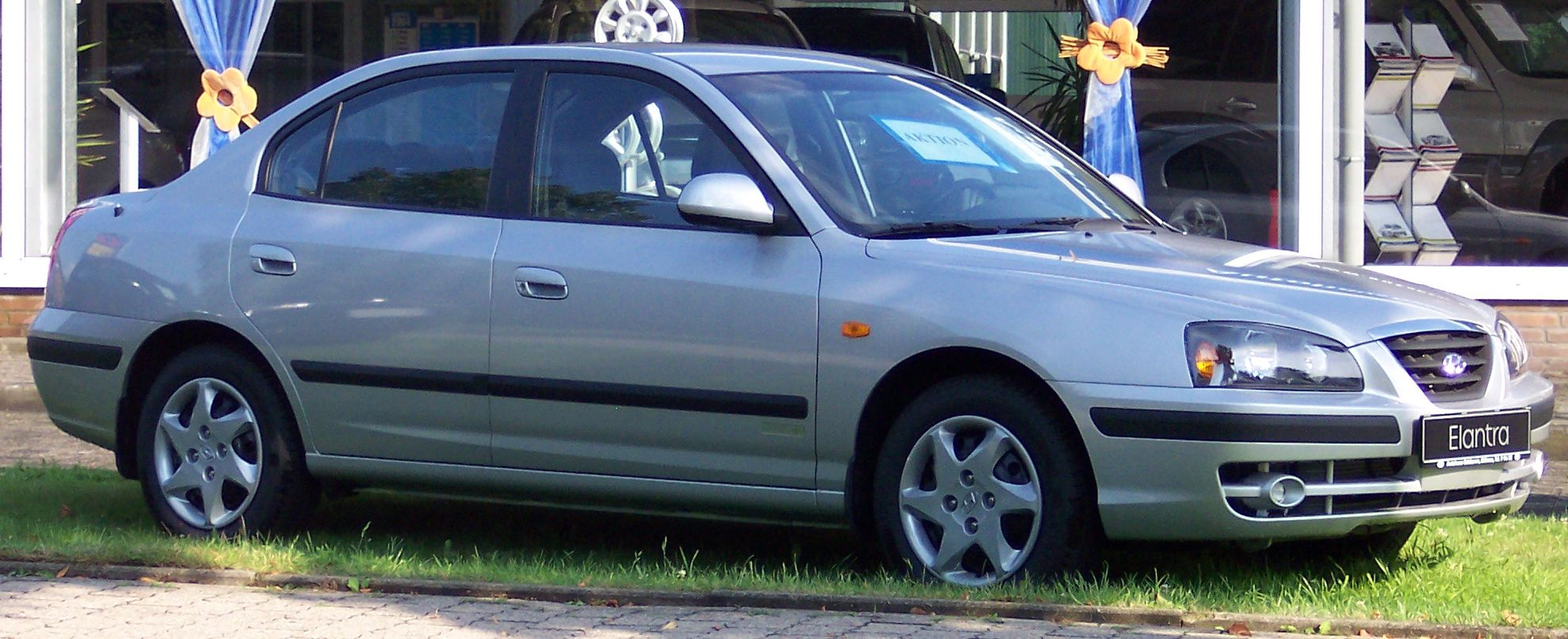
Hyundai Elantra européenne avec des plastiques noirs sur pare choc et côtés latéraux
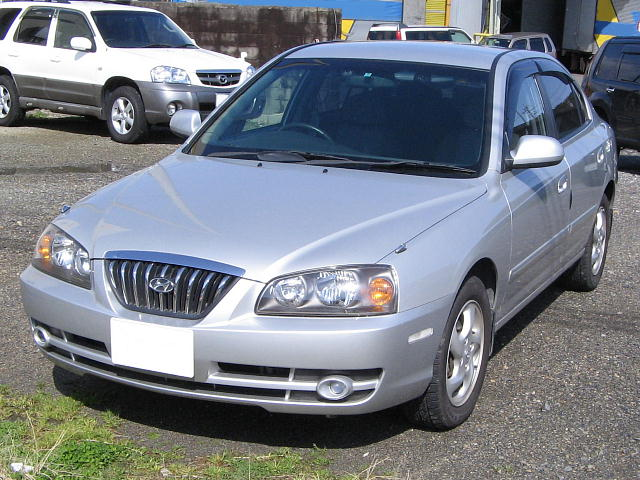
Hyundai Elantra, autre pays

### Réglementation de l'Union européenne

#### Directive européenne de 2003
En Europe, le pare-chocs est réglementé par la directive de 2003, relative à la protection des piétons et autres usagers vulnérables de la route en cas de collision avec un véhicule à moteur et préalablement à celle-ci. Cette directive définit 

« Le «pare-chocs» désigne la structure externe située à l'avant, au bas de la carrosserie d'un véhicule. Elle comprend toutes les structures destinées à protéger le véhicule en cas de collision frontale à vitesse réduite avec un autre véhicule, ainsi que toutes les pièces de fixation à cette structure. »

La réglementation précise des procédures d'essai :
- collision de bas de jambe factice sur le pare-chocs, à une vitesse d'impact de 40 km/h
- collision de haut de jambe factice sur le pare-chocs, à une vitesse d'impact de 40 km/h

#### Règlement européen 78/2009
Le règlement 78/2009 du 14 janvier 2009 "relatif à la réception par type des véhicules à moteur au regard de la protection des piétons et autres usagers vulnérables de la route, remplace la directive de 2003, afin de garantir une homogénéité technique en évitant les différentes implémentations législatives nationales auxquelles conduisent les directives.

Ce règlement définit 

« «pare-chocs», toute structure extérieure située à l'avant, au bas de la carrosserie d'un véhicule, y compris les éléments qui sont fixés à cette structure, et destinée à protéger le véhicule en cas de collision frontale à vitesse réduite avec un autre véhicule ; il ne comprend pas, toutefois, de système de protection frontale.
Le «système de protection frontale» : une ou plusieurs structures distinctes, telles qu’un pare-buffles ou un pare-chocs complémentaire, destinées à protéger la surface extérieure du véhicule, en sus du pare-chocs monté d'origine, en cas de collision avec un objet; les structures dont la masse est inférieure à 0,5 kg et qui ne servent qu’à protéger les phares du véhicule sont exclues de cette définition. »

La réglementation précise des procédures d'essai :
- collision de bas de jambe factice sur le pare-chocs, à une vitesse d'impact de 40 km/h
- collision de haut de jambe factice sur le pare-chocs, à une vitesse d'impact de 40 km/h

#### Essais de l'Euro NCAP
Les véhicules peuvent être notés quant à la capacité d'absorber différents types de chocs, par des organismes comme l'Euro NCAP.
Pour les chocs avec les piétons, l'Euro NCAP considère notamment les chocs à la tête, les chocs aux jambes inférieures et les chocs aux jambes supérieures.

### Législation canadienne
La législation canadienne s'appuie sur un "Règlement sur la sécurité des véhicules automobiles (C.R.C., ch. 1038)" dont le titre 215 est relatif aux pare-chocs.
Jusqu'en 2009, le Canada disposait d'un ancien standard qui nécessitait des tests des pare-chocs à 8 km/h. Toutefois, en 2009, le pays souhaitait s'aligner sur les standards internationaux, en s'alignant sur les États-Unis d'Amérique et l'Europe
Depuis le premier septembre 2009, les voitures de tourisme doivent être munies de pare-chocs conformes :

« soit aux spécifications prévues à l’article 6 et à la procédure d’essai de choc à basse vitesse prévue à l’annexe 3, à l’exception du paragraphe 4 de cette annexe, qui figurent au règlement no 42 de la CEE — Il s'agit de la CEE-ONU —, intitulé Prescriptions uniformes relatives à l’homologation des véhicules en ce qui concerne leurs dispositifs de protection (pare-chocs, etc.) à l’avant et à l’arrière, dans sa version au 12 juin 2007, tel qu’il est modifié après cette date par tout amendement de la série 00 d’amendements; »

« soit aux exigences, aux conditions et à la procédure d’essai qui figurent à la partie 581 du titre 49 du Code of Federal Regulations des États-Unis, dans sa version révisée au 1er octobre 2006. »

Toutefois, au Canada, la loi sur les pare-chocs ne s'applique pas aux light trucks et ne répond pas aux problèmes d'incompatibilité entre véhicules soumis au standard de pare choc et les véhicules qui n'y sont pas soumis, comme les light trucks et les vans et les pickups.

### Spécificités japonaises

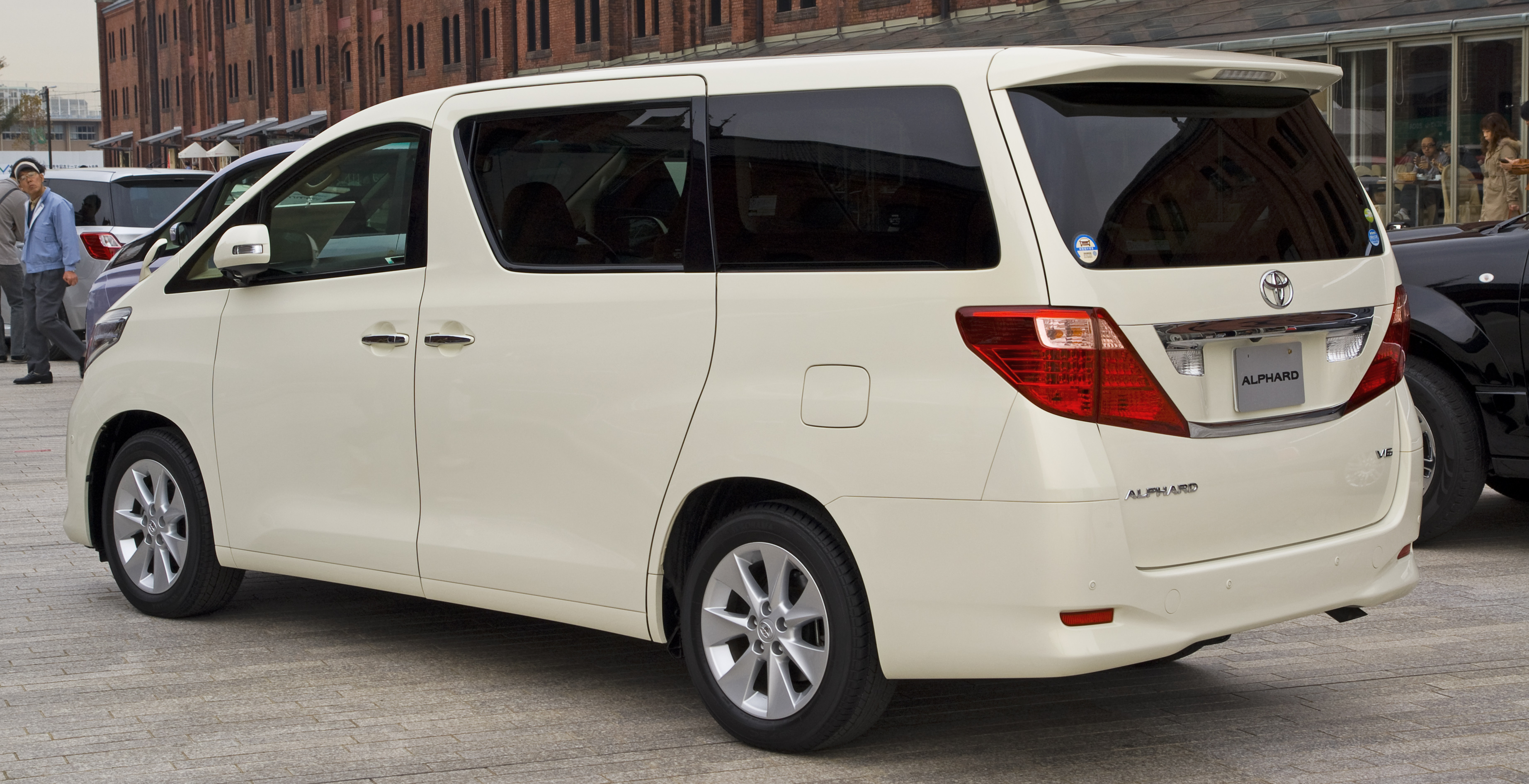
2008 Toyota H20, pare choc dépassant de la porte de coffre